# Aljaksandra Gerasimenja
Aljaksandra Viktaravna Gerasimenja (belorusko Аляксандра Віктараўна Герасіменя, łacinka: Aliaksandra Viktaraŭna Hierasimienia, rusko Александра Викторовна Герасименя), beloruska plavalka, * 31. december 1985, Minsk.
Po uspešni športni karieri, v kateri je med drugim osvojila zlato na svetovnem prvenstvu 2012 in srebro na olimpijskih igrah v Londonu 2012, je postala ena od kritičark Lukašenkovega režima v Belorusiji. Zdaj živi v izgnanstvu na Poljskem.

## Plavalna kariera
Je 2-kratna olimpijska podprvakinja (2012 v Londonu) v disciplinah 50 m in 100 m prosto. Je dobitnica bronaste olimpijske medalje (2016 v Rio de Janeiro) v disciplini 50 m prosto. Je svetovna prvakinja (2011 v Šanghaju) na 100 m prosto ter svetovna prvakinja v kratkih bazenih (2012 v Istanbulu) na 50 m prosto. Leta 2010 je postala evropska prvakinja v disciplini 50 m hrbtno (2010 v Budimpešti) in trikratna zaporedni prvakinja Univerzijade v disciplini 50 m prosto (2009 v Beogradu, 2011 v Šenženu in 2013 v Kazanu).
Kljub dveletni prepovedi nastopanja zaradi pozitivnega testa na norandrosteron leta 2003 se je Gerasimenja vrnila in osvojila zlate medalje na evropskem in svetovnem prvenstvu.
Na Svetovnem prvenstvu v vodnih športih leta 2011 je v disciplini 100 m prosto, kjer je s časom 53,45 sekunde izenačila rezultat z Danko Jeanette Ottesen.
Na poletnih olimpijskih igrah 2012 je osvojila srebrni medalji v disciplinah 50 in 100 metrov prosto.

## Politična dejavnost v Belorusiji
Med protesti v Belorusiji leta 2020 je bila Gerasimenja odgovorna za mladino in šport v Nacionalnem protikriznem upravljanju, vladi v senci, ki jo je ustanovil Beloruski koordinacijski svet za miren prenos oblasti po beloruskih predsedniških volitvah leta 2020.
Gerasimenja je ustanoviteljica Beloruske fundacije za solidarnost v športu (BSSF), organizacije, ki podpira športnike, ki so bili zaradi svojih političnih stališč aretirani ali izključeni iz tekmovanj. Aprila 2021 je prodala svojo zlato medaljo s svetovnega prvenstva 2012, da bi zbrala sredstva za fundacijo in za pravne stroške potem ko jo je beloruska vlada obtožila zaradi njenih kritik na družbenih omrežjih.
Bila je ena od podpornic beloruske sprinterke Kriscine Cimanovske, ki so jo želeli prisilno vrniti v Belorusijo z olimpijskih iger v Tokiu, potem ko je kritizirala trenerje reprezentance. Gerasimenja je zanjo iskala pomoč pri več evropskih veleposlaništvih.
Marca 2022 je izrazila nasprotovanje vpletenosti beloruske vlade v rusko invazijo na Ukrajino leta 2022: »Ukrajina ni bila nikoli naš sovražnik, to je naš bratski narod.«
Dne 26. decembra 2022 jo je Mestno sodišče v Minsku v odsotnosti obsodilo na 12 let zapora. Kaznovana naj bi bila zaradi pozivanja k sankcijam ter delovanja proti nacionalni varnosti Belorusije. Sodišče je odredilo tudi zaseg plavalkinega stanovanja, avtomobila in okoli 45.000 ameriških dolarjev na njenih bančnih računih.